# جوزف تراپانزه
جوزف تراپانزه (انگلیسی: Joseph Trapanese؛ زادهٔ ۱۹۸۴) یک آهنگساز، ارکستراتور، تنطیم‌کننده و رهبر ارکستر اهل ایالات متحده آمریکا است. وی از سال ۲۰۰۶ میلادی تاکنون مشغول فعالیت بوده‌است.
از فیلم‌ها یا مجموعه‌های تلویزیونی که وی در آن‌ها نقش داشته است می‌توان به یورش:رستگاری، سنت‌شکن: شورشی، مستقیم بیرون کامپتن، مجموعه سنت‌شکن: هم‌پیمان، فراموشی و ویچر نغمه‌هایی از اعماق اشاره نمود.